# Salindres
Salindres är en kommun i departementet Gard i regionen Occitanien i södra Frankrike. Kommunen ligger i kantonen Alès-Sud-Est som tillhör arrondissementet Alès. År 2022 hade Salindres 3 648 invånare.

## Befolkningsutveckling
Antalet invånare i kommunen Salindres
Referens:INSEE